# Phytoecia virgula
Phytoecia virgula es una especie de escarabajo longicornio del género Phytoecia, subfamilia Lamiinae. Fue descrita científicamente por Charpentier en 1825.
Se distribuye por Albania, Alemania, Austria, Bosnia y Herzegovina, Bulgaria, Crimea, Croacia, España, Francia, Grecia, Hungría, Irán, Israel, Italia, Jordania, Kazajistán, Letonia, Líbano, Macedonia, Moldavia, Palestina, Polonia, Portugal, República Árabe de Siria, Rumania, Rusia, Sicilia, Eslovaquia, Eslovenia, Suiza, República Checa, Transcaucasia, Turquía, Ucrania y Yugoslavia. Posee una longitud corporal de 6-12 milímetros. El período de vuelo de esta especie ocurre en los meses de abril, mayo, junio y julio.
Parte de su alimentación se compone de plantas de las familias Asteraceae, Apiaceae y Lamiaceae.

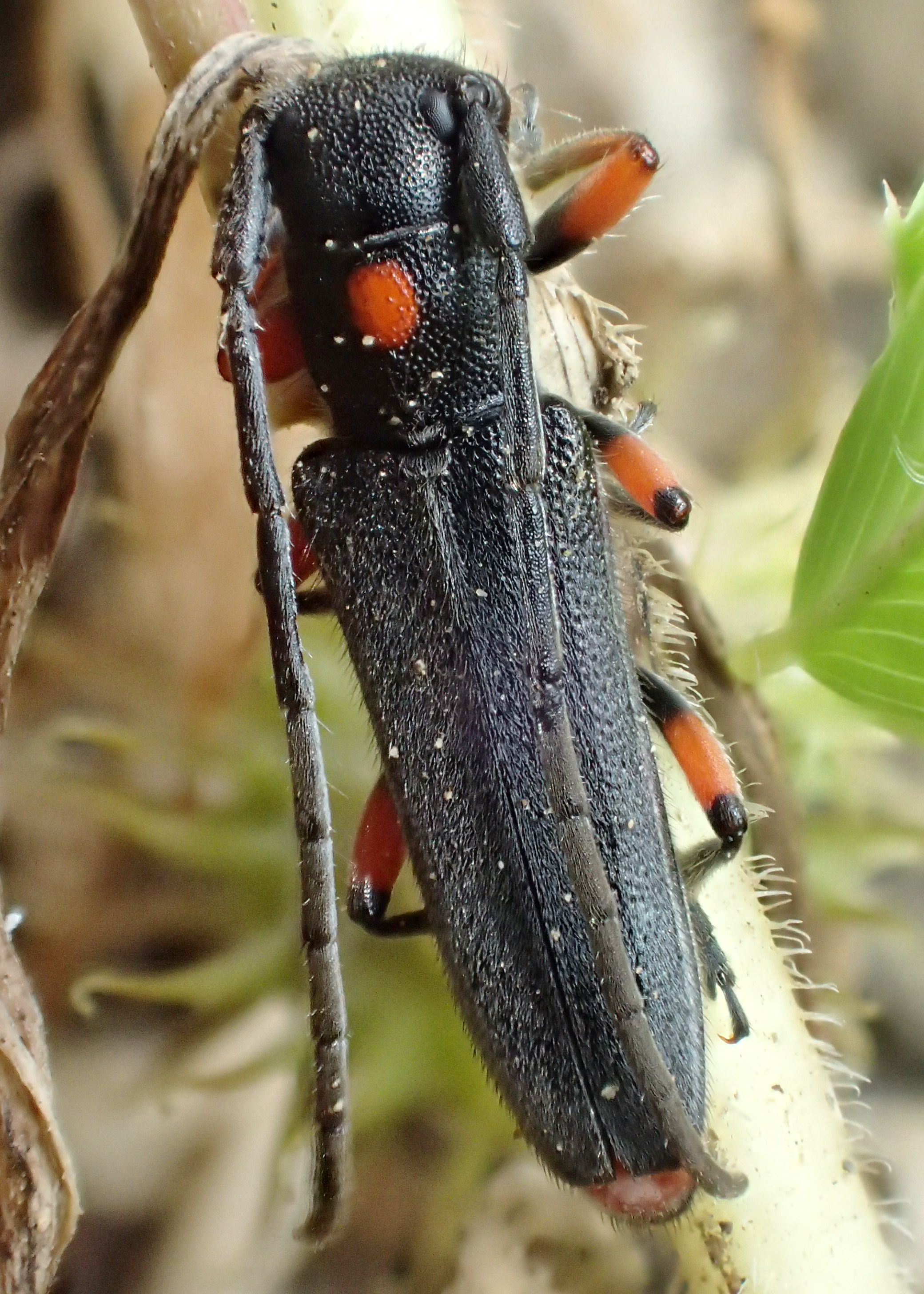
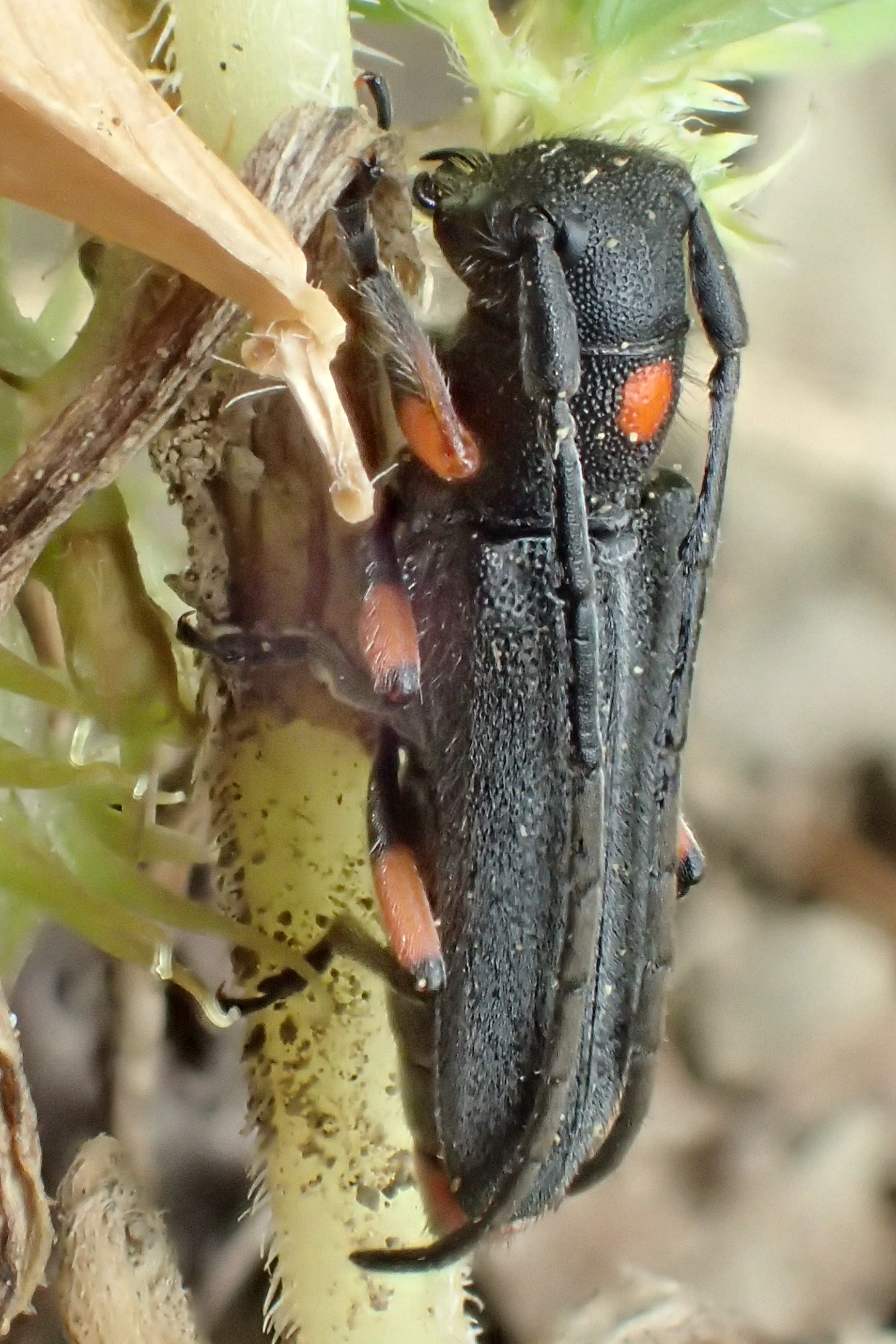
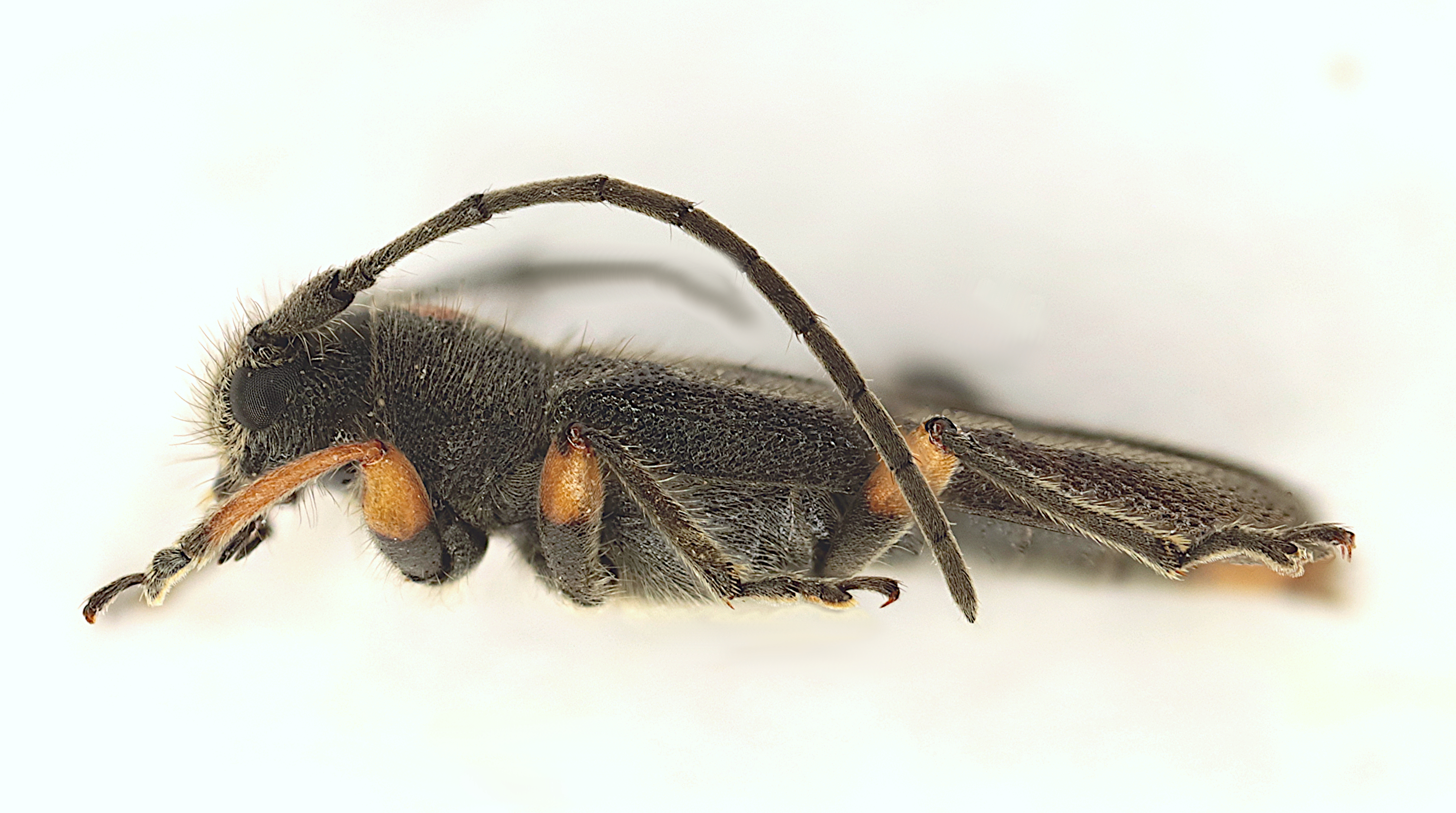
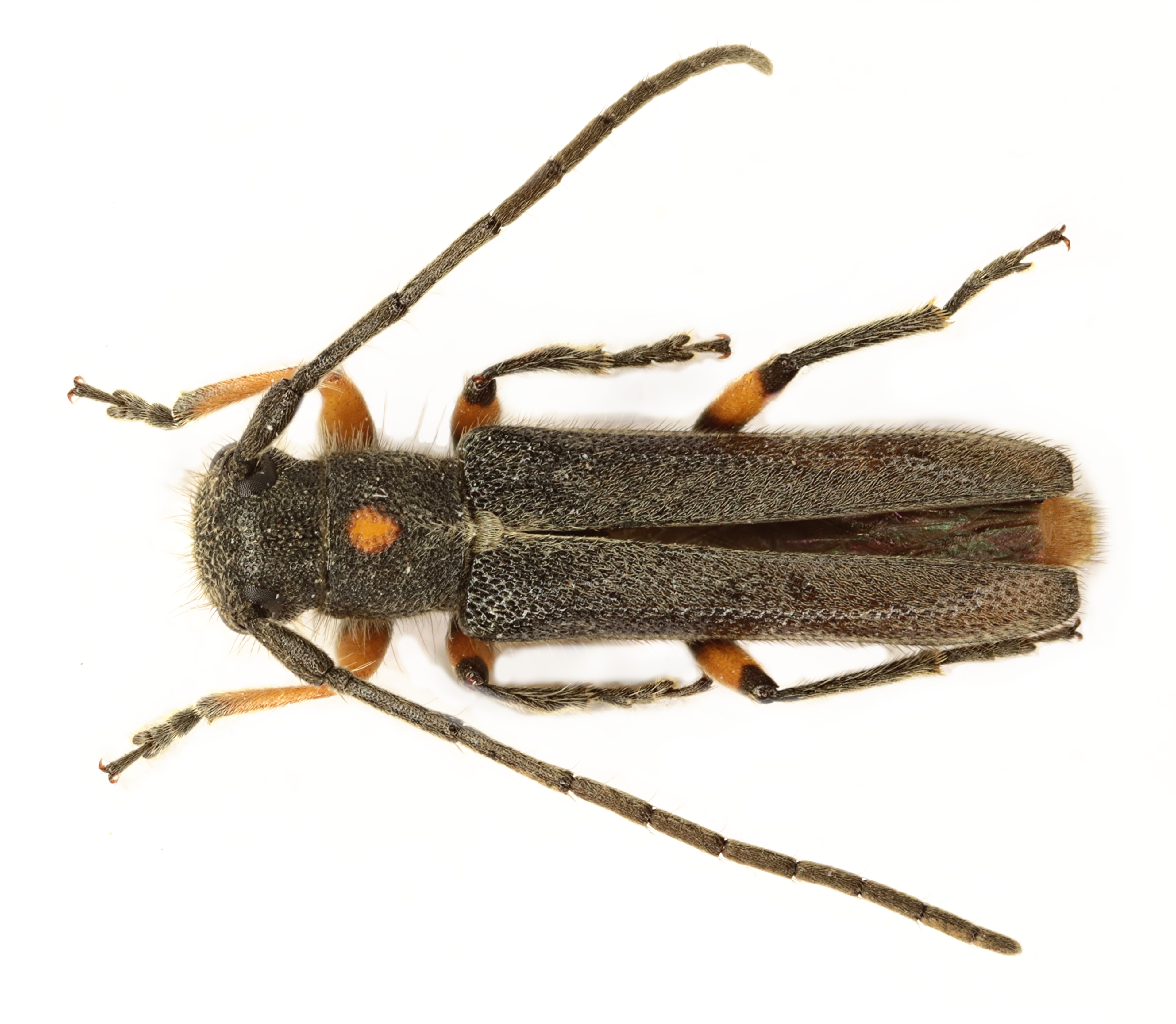